# Doval Coach
Doval Coach Ltd. war ein US-amerikanischer Hersteller von Automobilen.

## Unternehmensgeschichte
Andrew M. Amendola gründete das Unternehmen am 19. Dezember 1978 in East Haven in Connecticut. 1979 begann die Produktion von Automobilen. Der Markenname lautete Doval. 1982 endete die Produktion. Am 15. März 1985 wurde das Unternehmen aufgelöst.

## Fahrzeuge
Das Modell Shadow war ein Fahrzeug im Stil der 1930er Jahre, entworfen von Don Hart. Die Basis bildete ein Fahrgestell vom Ford LTD. Darauf wurde eine offene zweisitzige Karosserie aus Aluminium montiert. Das Bootsheck des Roadsters lief spitz zu. Ein V8-Motor von Ford mit 5700 cm³ Hubraum trieb die Fahrzeuge an.
Eine Quelle nennt darüber hinaus noch die Nachbildung des AC Cobra mit einem Motor vom Ford Mustang mit 4700 cm³ Hubraum.